# Cañada
Cañada – gmina w Hiszpanii, w prowincji Alicante, we wspólnocie autonomicznej Walencja, o powierzchni 19,32 km². W 2011 roku liczyła 1237 mieszkańców.